# 特集 ザ☆スター
『特集 ザ☆スター』（とくしゅう ザ スター）は、フジテレビ系列の一部で放送されていた関西テレビ製作のバラエティ番組である。全26回。製作局の関西テレビでは1975年10月1日から1976年3月31日まで、毎週水曜 22:00 - 22:54 （日本標準時）に放送。

## 概要
毎回1人または複数のゲストを迎え、彼らの過去・現在・未来を歌と笑いを交えながら紹介していた番組。司会は桂小金治とあかはゆきが、リポーターは海原千里・万里が務めていた。
前番組『おくにじまんスター自慢』と同様に、番組前半はロート製薬の一社提供で、後半はロート製薬以外の複数社（牛乳石鹸共進社ほか）による提供で放送されていた。

## 放送局
番組放送当時、フジテレビ系列局の多くは水曜22時台に他系列の番組をネットしていた。そのため、北海道文化放送のように遅れネットで対応する局もあれば、番組のネットそのものを行わない局もあった。
- 関西テレビ - 製作局。
- フジテレビ
- 北海道文化放送 - 水曜22時台に『水曜スペシャル』（東京12チャンネル『金曜スペシャル』のタイトル差し替え版）を編成していたため、本番組を日曜12時台に回していた。また、地元企業をスポンサーに付けての放送であったため、同局ではロート製薬のオープニングキャッチが無かった。
- 仙台放送
- 長野放送
- テレビ静岡
- 東海テレビ
- テレビ新広島 - 開局当日から放送。
- テレビ西日本
- サガテレビ
- ほか[どれ?]